# 프라토베키오스티아
프라토베키오스티아 (Pratovecchio Stia) 이탈리아 토스카나주의 아레초도에 위치한 코무네 (지방자치단체)이다. 2014년에 프라토베키오와 스티아가 통합돼 신설되었다.

## 역사
피렌체 미술가 파올로 우첼로의 아버지인 도노 디 파올로는 프라토베키오 출신의 베르베르인 의사이었다. 도노는 피렌체로 이주하였고 1373년 시민권자가 되었다.

## 주요 볼거리
- '산 조반니 에반젤리스타' 수도원 및 교회 (1134년). 17세기에 재축을 거쳐, 바로크풍의 입구와 단일 신랑을 갖추고 있다. 예술품에는 조반니 비첼리의 '성모대관' (1600년작)과 프라토베키오의 장인의 '승천'(15세기 중반작)이 있다.
- '산 비아조' 교회. 11세기에 로마네스크 양식으로 지어졌으며, 고딕풍의 입구가 있다
- '산티 비토 에 모데스토' 교회 (12세기).
- '산타 마리아 아 포피에나'는 1099년부터 기록되어 있으며, 로마네스크 양식 (대표적으로 파사드의 장미창)을 띠고 있다. 후진에는 아치가 도입되어 있고 설화 석고로 장식된 멀리언 창 세 개가 있다. 조반니 달 폰테의 15세기 작품 성수태고지와 14세기 프레스코 '옥좌에 앉은 성모자'의 일부가 있다.
- '산타 마리아 델라 네베' 수도원. 1567년에 건립됐다.
- '피에베 디 산 피에트로 아 로마나'. 8세기의 것으로 추정되는 옛 건물 터 위에 12세기 중엽에 지어진 교회이다. 내부를 장식한 원주가 유명하다 (1152년). 건축물 옆으로 후기 로마네스크 양식으로 지어진 세례당이 위치해 있다. 이 교회가 위치한 로메나에는 또한 피렌체에서 추방당한 시기의 단테 알리기에리가 잠시 묵었던 성이 있기도 하다. 이 성은 1440년 니콜로 피치니노의 밀라노 군대에 의해 파괴되었다가 이후 토스카나 대공국 시기에 재건됐다. 제2차 세계대전 연합군의 폭격을 맞고 손상을 입었다.
- '산 로몰로' 교회. 1126년에 세워졌으며 로마네스크 양식을 띠고 있다. 14세기 말에서 15세기의 것으로 추정되는 신원 미상의 장인이 제작한 '피에타'를 소장하고 있다.

## 유명 인물
- 로베르토 겔리 (1942년 출생) - 은퇴한 축구 선수